# Ancien siège de la police maritime
L'ancien siège de la police maritime (Former Marine Police Headquarters) est un monument historique de Hong Kong situé dans le quartier de Tsim Sha Tsui à Kowloon. Il sert de siège à la police maritime (en), de nos jours incorporée au sein de la police de Hong Kong, de 1884 à fin 1996, date à laquelle le siège est transféré à Sai Wan Ho (en),,.
Classé monument déclaré depuis 1994, c'est l'un des quatre plus anciens bâtiments gouvernementaux de Hong Kong,. Le bâtiment, ainsi que l'ancienne caserne de pompiers de Kowloon située à proximité, ont été réaménagés en un hôtel patrimonial avec des boutiques de nourriture et de boissons et de commerce de détail dans un projet dirigé par l'architecte Daniel Lin de A+T Design, débuté en 2009. Le site est désormais officiellement renommé 1881 Heritage, .

## Histoire

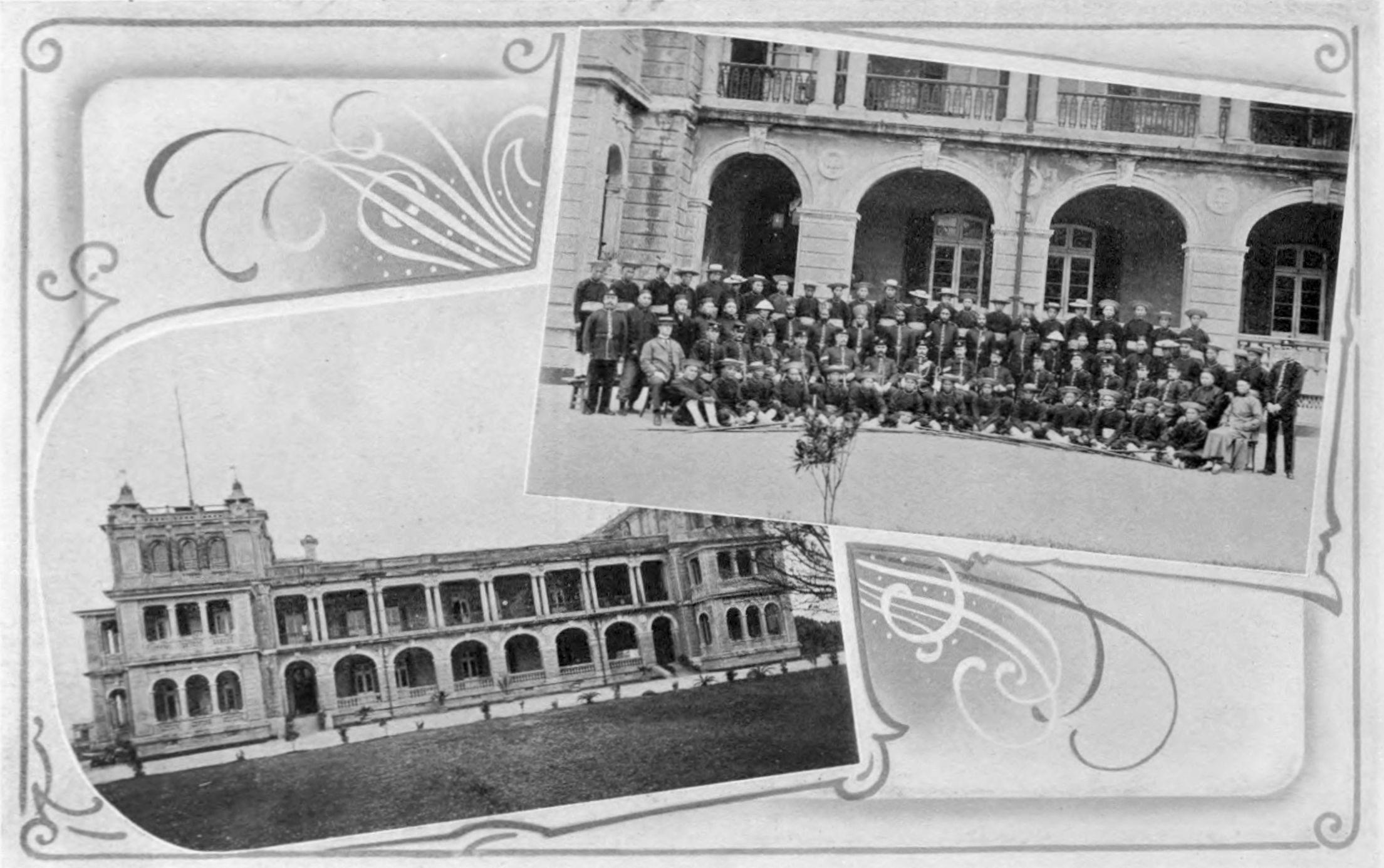
Le siège de la police maritime dans les années 1900. À cette époque, le bâtiment était encore une structure de deux étages.

Le complexe est achevé en 1884 et sert de siège à la police des eaux (comme on l'appelle à l'époque) jusqu'à fin 1996. Le bâtiment principal est construit à l'origine sur le front de mer et a une zone dédiée avant la remise en état du terrain pour créer Salisbury Road (en). À l'est, le bâtiment fait face à une plage de sable.
Durant l'occupation japonaise de Hong Kong (1941–1945), le complexe est utilisé comme base de la marine impériale japonaise. À cette époque, un vaste réseau de tunnels est construit sous la pelouse mais après la Seconde Guerre mondiale, ces tunnels sont bloqués et la pelouse est refaite pour la sécurité du public.
Dans les années 1970, le complexe perd une grande partie de ses jardins lorsque la pente à l'est est nivelée pour faire place à la construction de Kowloon Park Drive,.
Le bâtiment est familièrement appelé « poste de police T-Lands » - probablement en référence au code de concision (en) d'un poste de police maritime sur « Land » à « Tsim Sha Tsui ». Ce nom est utilisé dans au moins deux romans se déroulant à Hong Kong : Soldier of Fortune d'Ernest K. Gann, publié en 1954, et Dragon Flame (en) de la série des Nick Carter-Killmaster (en), publié en 1966.

### Redéveloppement

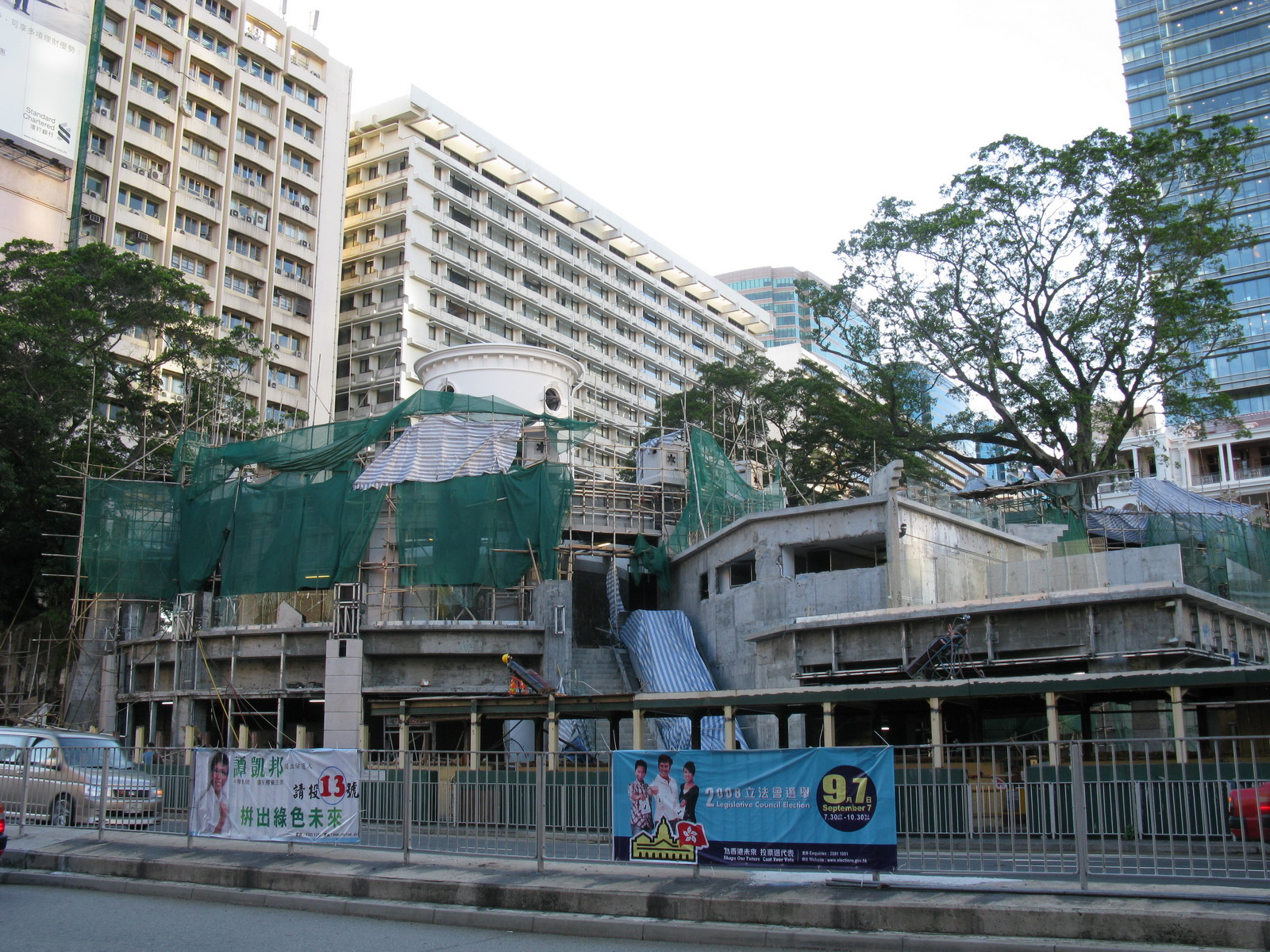
L'ancien siège de la police maritime en rénovation en 2008.

En 2002, le gouvernement de Hong Kong annonce un appel d'offres pour un projet de réutilisation adaptative (en) pour l'ancien siège de la police maritime, vacant depuis 1996. Afin d'attirer les soumissions, les conditions comprennent l'autorisation de créer jusqu'à 7 213 m² de surface au sol sous le bâtiment principal.
Le gouvernement annonce le 23 mai 2003 que Flying Snow Limited, filiale de Cheung Kong Holdings, a remporté la concession de 50 ans à un prix de 352,8 millions HK$, sur six propositions concurrentielles,. L'approbation permet au promoteur de préserver et de réaménager le bâtiment historique en une installation touristique patrimoniale. Flying Snow transforme le bâtiment en un hôtel patrimonial avec des points de vente de nourriture et de boissons et des commerces de détail. Les travaux sont le premier projet de préservation mené par le secteur privé à Hong Kong. Selon les termes du contrat, des meubles et des éléments spécifiques doivent être préservés et restaurés. Le projet commence en 2009 sous le nom de 1881 Heritage , et est critiqué pour avoir enlevé la plupart des arbres de ce qui était autrefois une colline herbeuse.
En 2010, le South China Morning Post indique que la superficie estimée des bâtiments existants n'a pas été correctement étudiée et est de 5610 m², au lieu des 4300 m² initialement soumis pour l'appel d'offres. En outre, le projet fini ajoute 7413 m², 200 m² supplémentaires au-dessus de l'appel d'offres, pour lesquels Cheung Kong a payé 94,5 millions HK$ supplémentaires. Étant donné que le prix du marché en vigueur est de 1 million HK$ par m², la surface de sol existante sous-estimée et le taux inférieur au prix du marché payé collectivement pour la construction supplémentaire sont estimés avoir fourni un bonus effectif de 1,5 milliard HK$ à Cheung Kong Holdings.

## Le bâtiment
Le siège d'origine de la police maritime comprend le bâtiment principal, l'écurie et la tour de signalisation. Le réaménagement de 1881 Heritage ajoute l'ancienne caserne de pompiers de Kowloon à proximité et son bloc d'hébergement au complexe.

### Le bâtiment principal

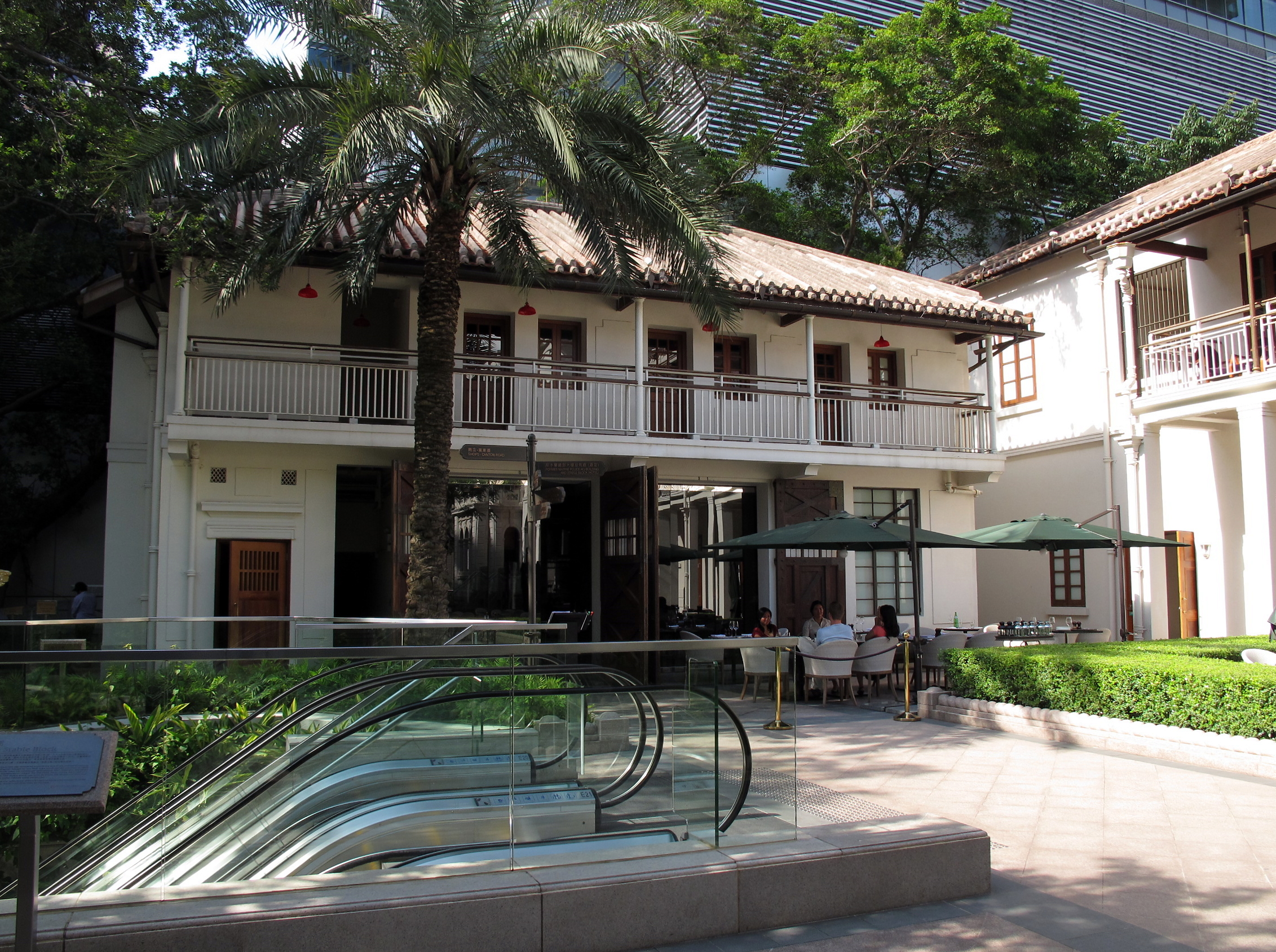
La Maison Hullett (ancien bloc des écuries).

Le bâtiment principal est à l'origine une structure à deux étages. Un étage supplémentaire est ajouté dans les années 1920, et un bâtiment auxiliaire est ajouté au nord. Les ailes sud-est et sud-ouest du bâtiment principal servent de quartiers aux officiers mariés, tandis que le dernier étage de l'aile ouest est la résidence du surintendant de la police des eaux. Le bâtiment principal comprend également une petite prison et des coopératives de pigeons voyageurs sur les murs de la cour au nord,.
Après la rénovation de 2003–09, le bâtiment principal est renommé « Maison Hullett » (Hullett House) en l'honneur de Richmond William Hullett (en). Il comprend un petit hôtel de charme offrant dix suites et cinq restaurants et bars, chacune des dix suites ayant un thème unique, et le bar Mariner's Rest permet aux clients de boire dans une ancienne cellule de prison.
En 2017, Harbour Plaza Hotel Management (en) assume la direction de la Maison Hullett. FWD Group loue l'hôtel et le renomme « Maison 1881 » (House 1881) en 2019,. L'entreprise rénove les dix suites, allant de 82,4 à 87,3 m² et cinq lieux de restauration,,.

### Le bloc des écuries
Le bloc des écuries se trouve immédiatement au nord du bâtiment principal.

### La tour de signalisation
La tour de signalisation (大包米訊號塔), aussi appelée « tour de la boule horaire » ou « Maison ronde », est construite pour fournir des signaux horaires aux navires dans le port. Une boule est hissée chaque matin et lâchée précisément à 13 heures. Son utilisation diminue en 1907 lorsque la boule horaire est transférée à Signal Hill (en) à Kowloon,.

### L'ancienne caserne de pompiers de Kowloon
L'ancienne caserne de pompiers de Kowloon, aussi appelée « ancienne caserne de pompiers de Tsim Sha Tsui », date de 1920. Un magasin de charité vendant des objets artisanaux occupe l'espace à partir de 1986 jusqu'aux rénovations de 2003-2009,.

### Le bloc d'hébergement de la caserne de pompiers
Le bloc d'hébergement se trouve immédiatement au nord de la caserne de pompiers et date de 1922.

## Galerie

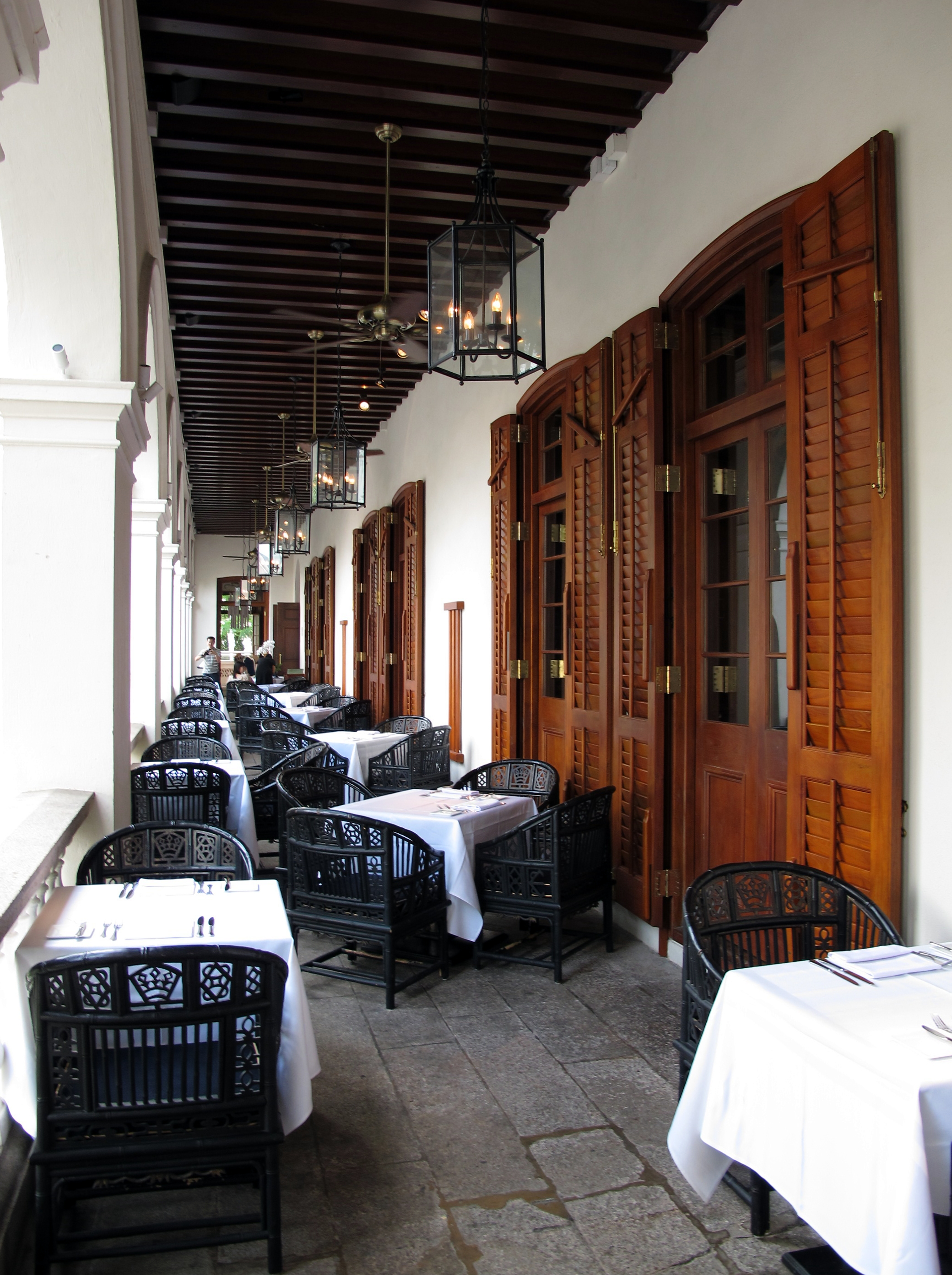
Couloir de la Maison Hullett.
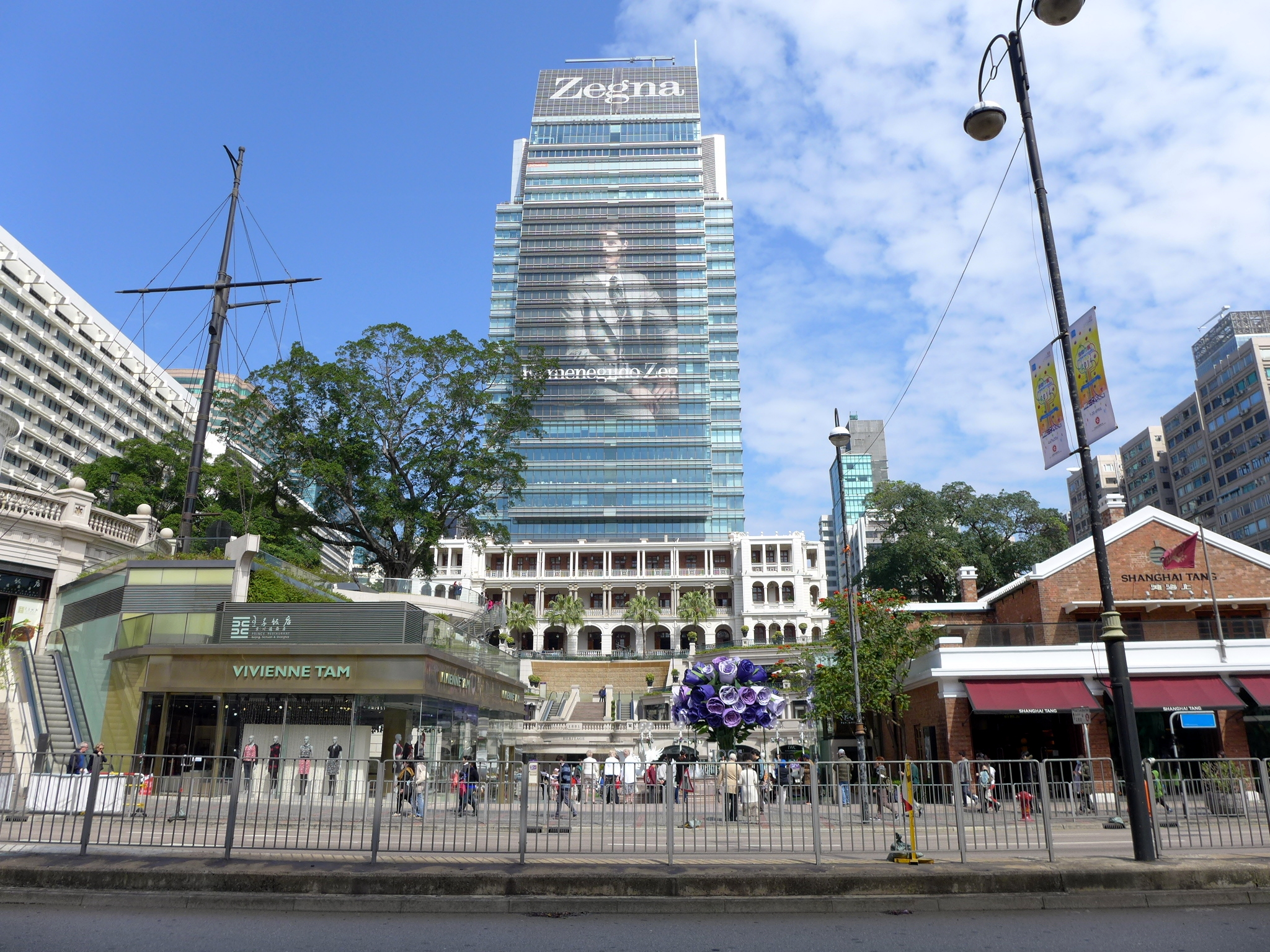
Complexe de l'ancien siège de la police maritime avec l'immeuble One Peking Road (en) derrière.
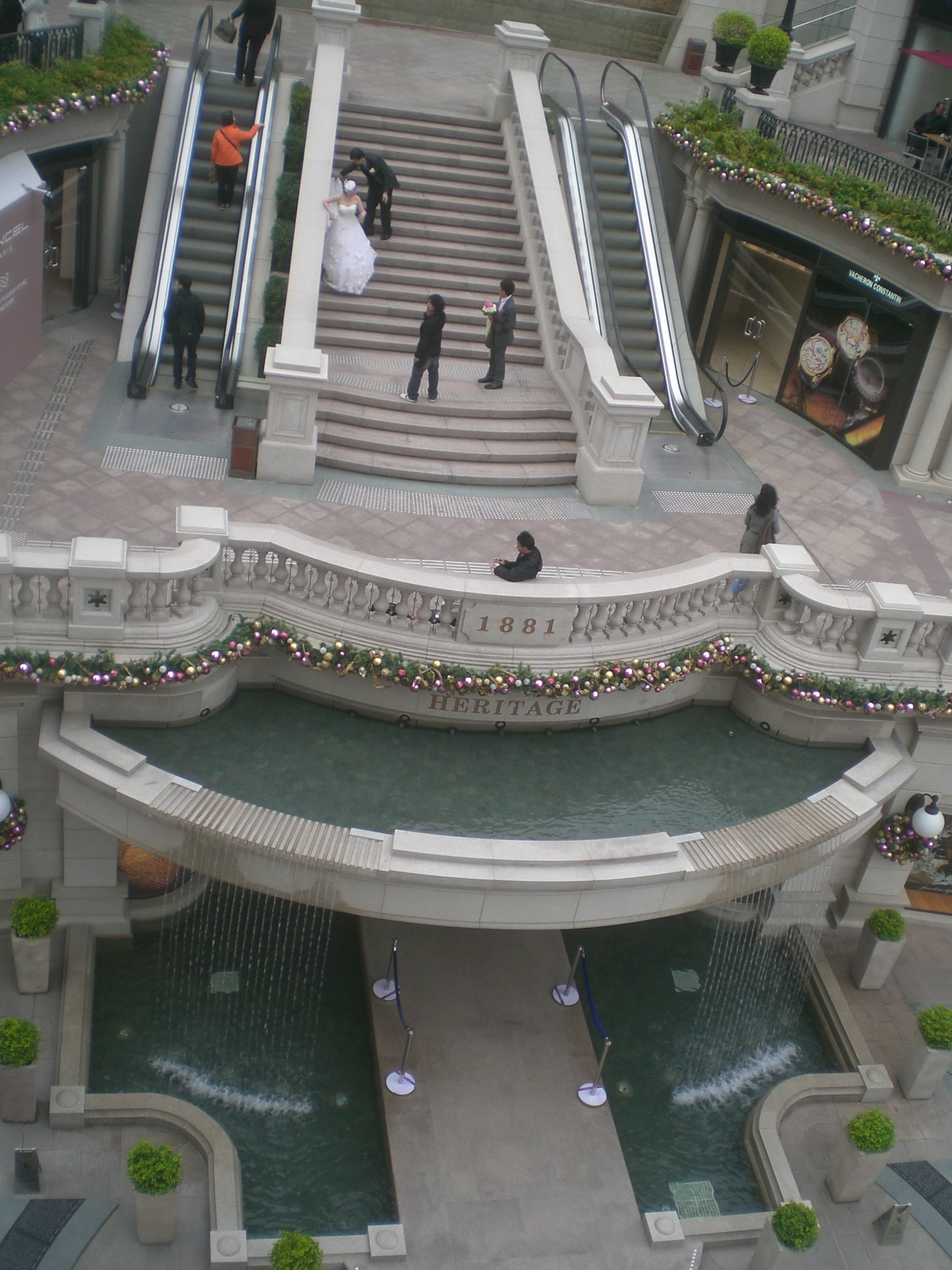
Escaliers et cascades devant le bâtiment principal.
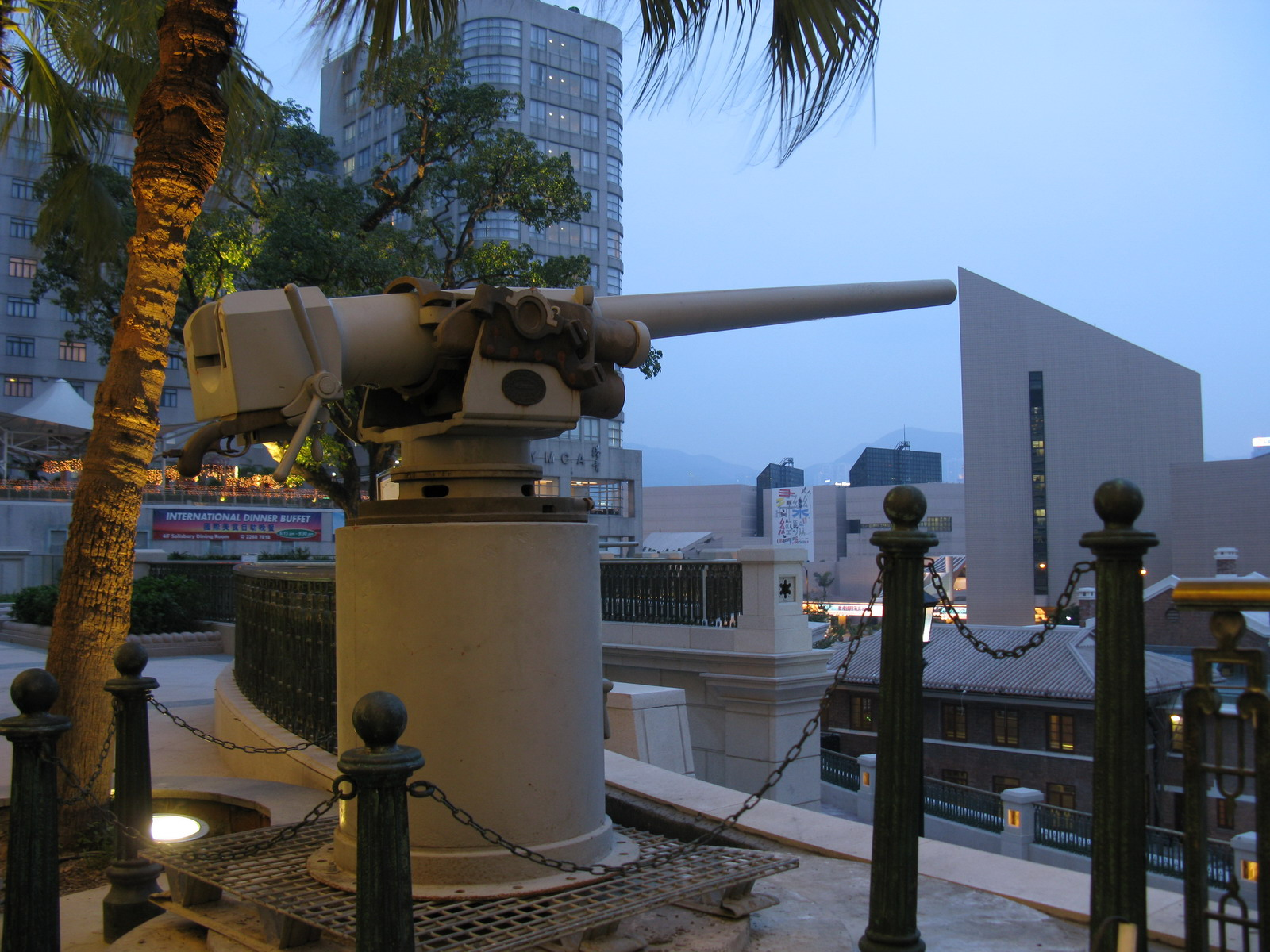
Batterie d'artillerie.
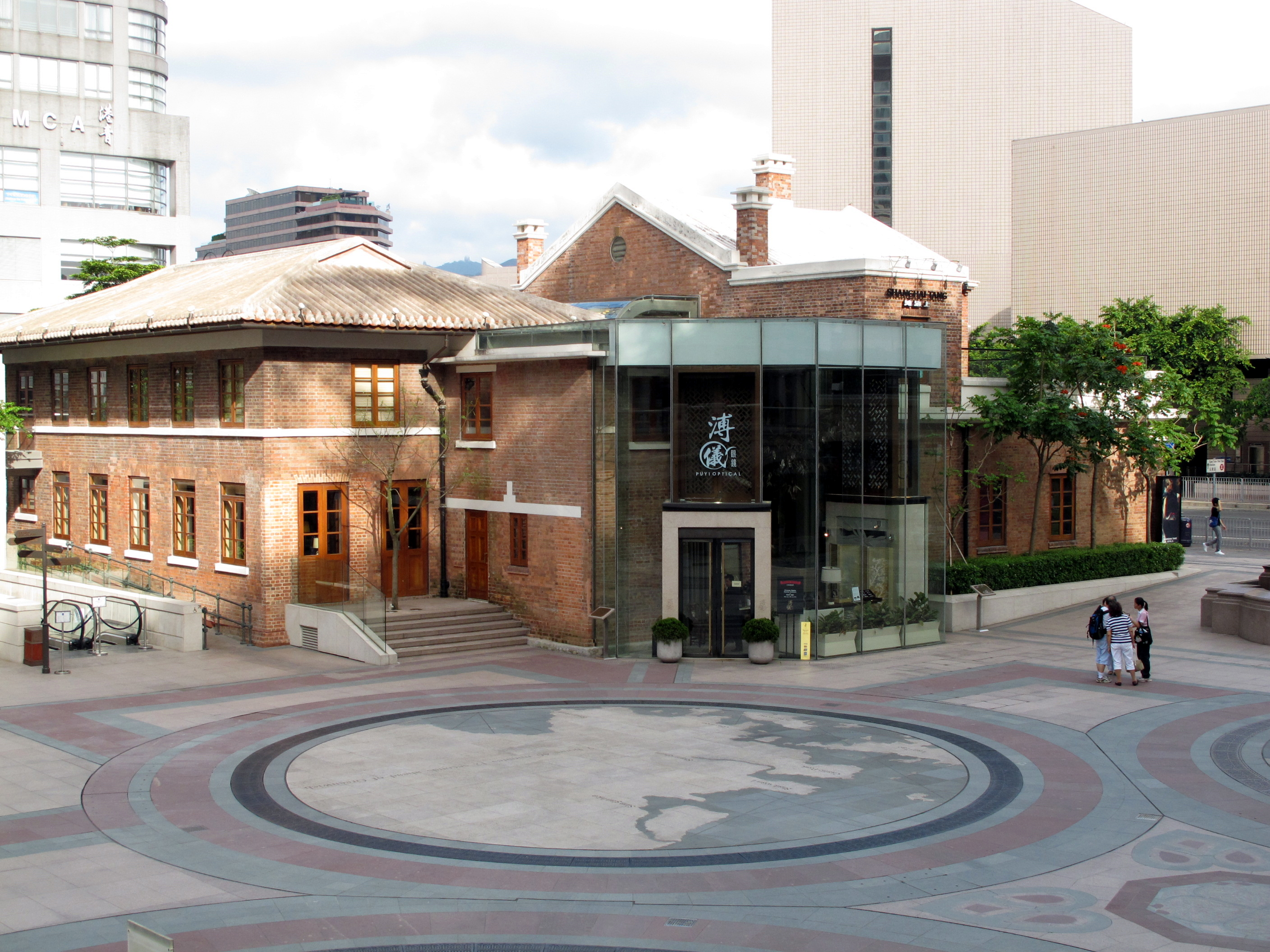
Ancienne caserne de pompiers de Kowloon après rénovation.
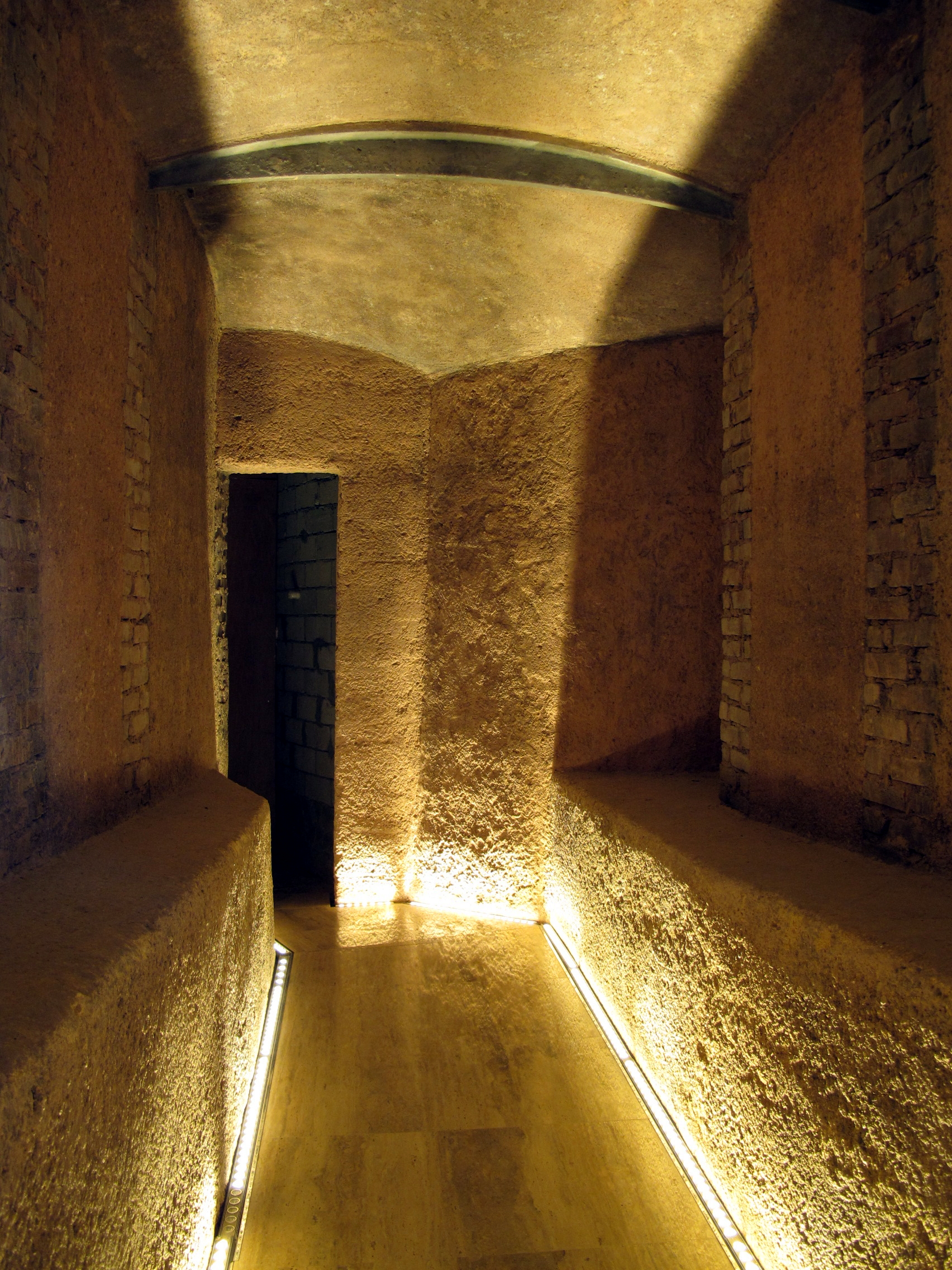
Tunnel d'abri.
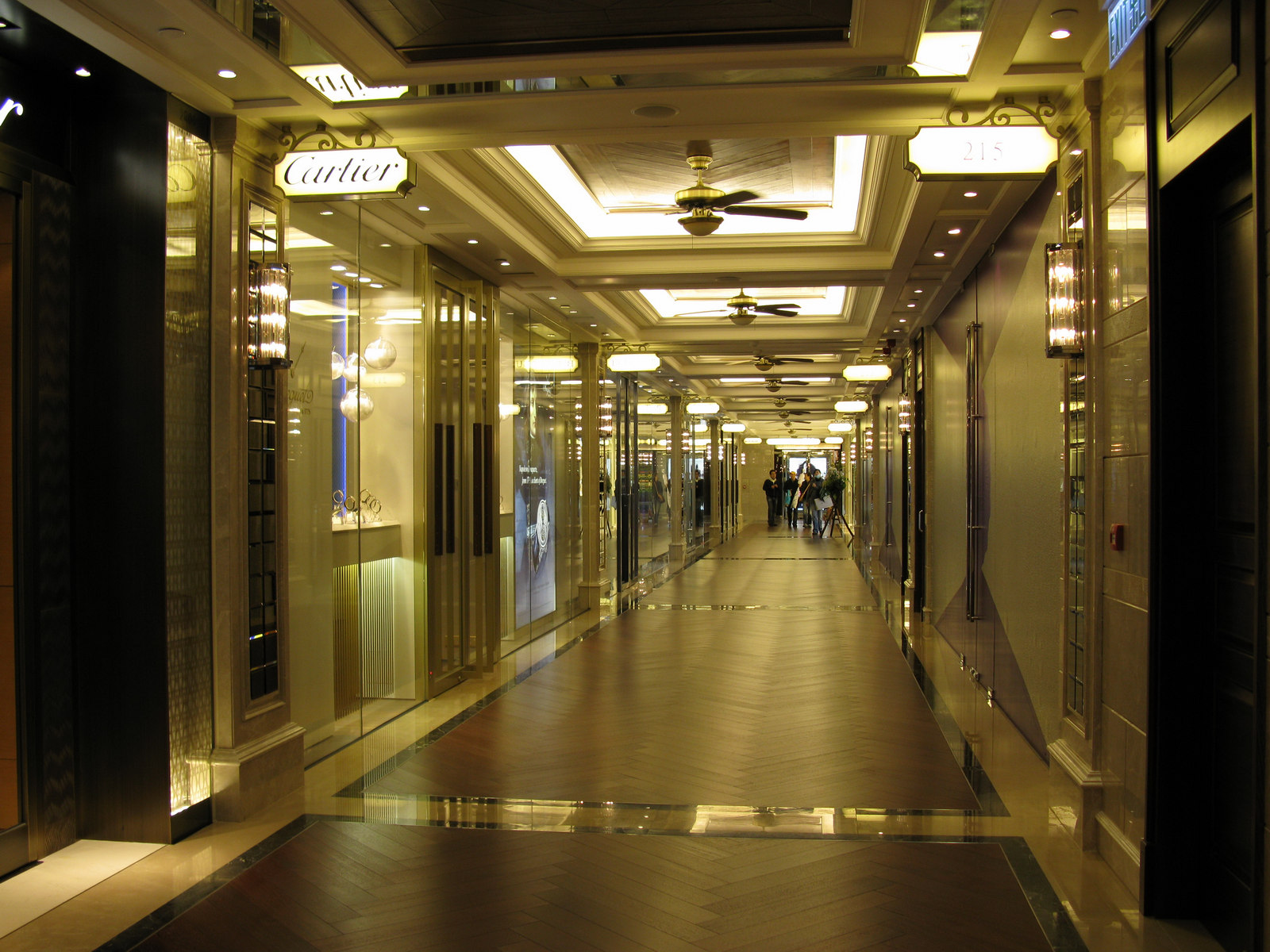
La galerie marchande..
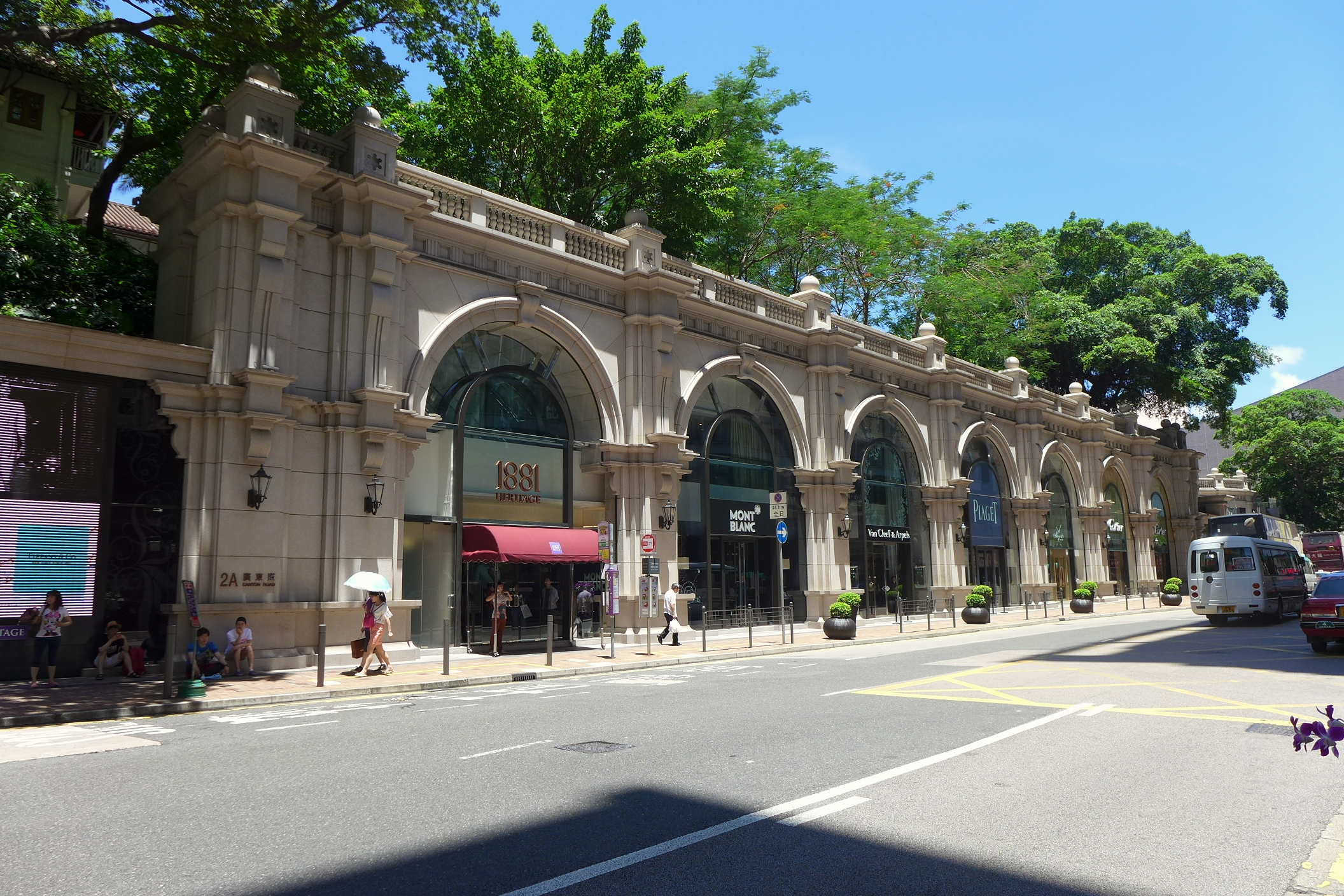
La galerie marchande vue de Canton Road (zh).
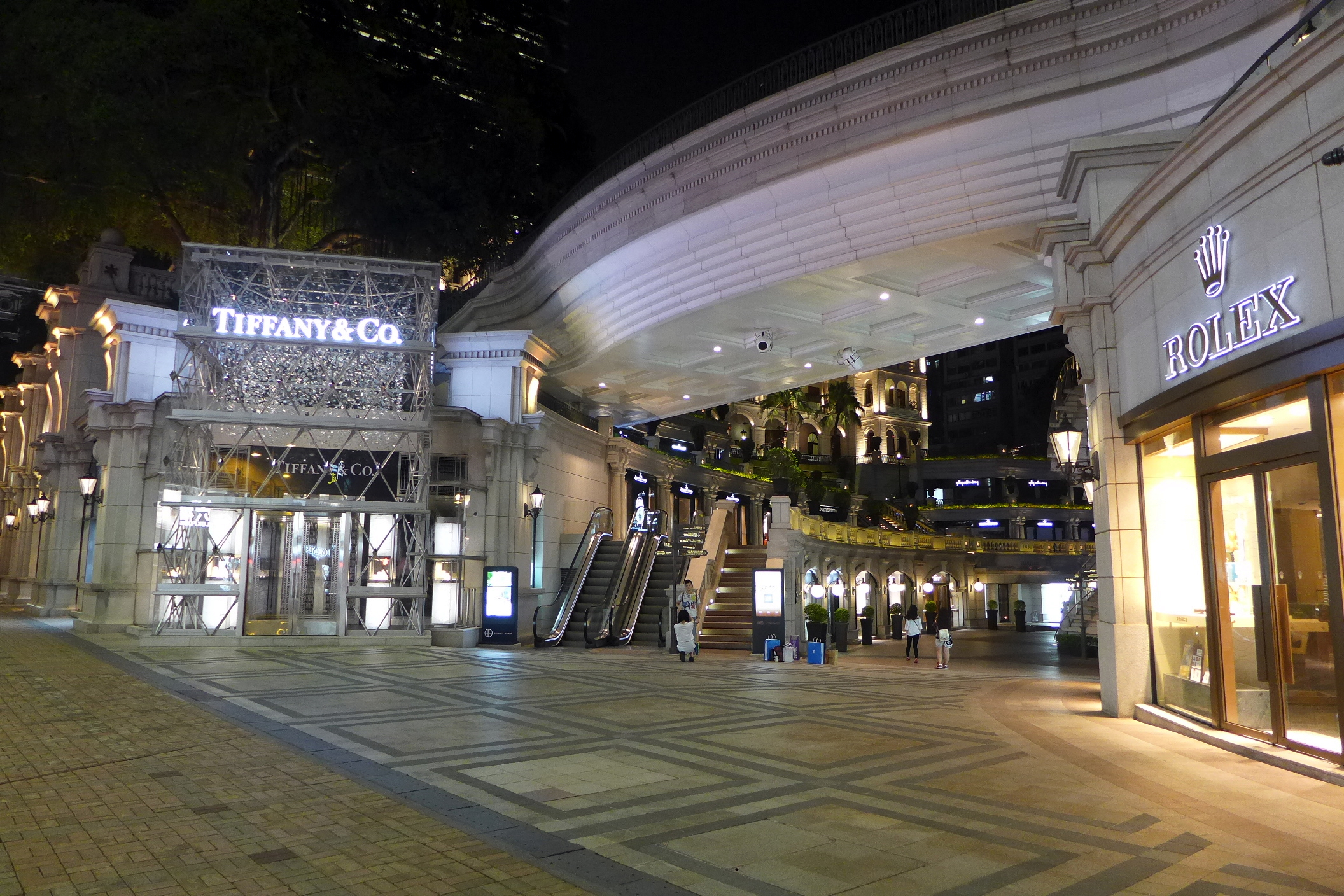
Vue partielle de la cour de l'ancien siège de la police maritime.